# Chiesa del Sacro Cuore (Monza)
La chiesa del Sacro Cuore (nota anche come Sacro Cuore al Triante) è un luogo di culto cattolico che si trova nella città di Monza, nel quartiere di Triante, dedicata al Sacro Cuore di Gesù.

## Storia
L'edificio sorge in via Vittorio Veneto, una delle principali strade del quartiere. 
Negli anni '30 il quartiere crebbe rapidamente, per cui sorse il bisogno di un luogo di culto per la comunità locale, allora servita dalla chiesa del vicino quartiere di San Biagio. Nel 1933 fu donato alla parrocchia di San Biagio il terreno e il 17 novembre 1934 il cardinale Alfredo Ildefonso Schuster benedisse la prima pietra, dando avvio alla costruzione. Il progetto degli ingegneri Andrea Bellini e Angelo Pagnoni rimase per molti anni incompiuto, ma la chiesa fu benedetta e aperta al pubblico il 29 giugno 1935.
La chiesa è diventata sede della parrocchia omonima dal 1º dicembre 1948.
Nel 1965 si avviarono i lavori di completamento del troncone primitivo, creando una planimetria a croce ampliata per aumentare la capienza fino alla superficie di 939 metri quadrati. Il 28 ottobre 1966 il cardinale Giovanni Colombo celebrò la prima messa nella chiesa ultimata ancora a rustico.
La consacrazione solenne avvenne il 20 ottobre 1977.

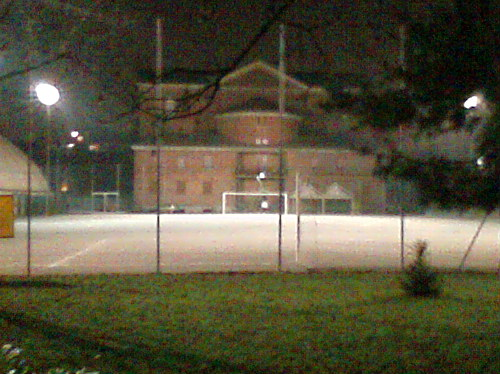
L'abside della chiesa e il campo da calcio dell'oratorio

La parrocchia del Sacro Cuore gestisce anche l'oratorio San Giovanni Bosco, situato in Via Duca D'Aosta, alle spalle della chiesa.

## Descrizione

### Esterno
L'esterno dell'edificio è semplice, caratterizzato dai muri di mattoni rossi. Il portale è sormontato da un mosaico che rappresenta la fonte della salvezza cui si abbeverano due cerve.

### Interno
L'interno è lineare e spoglio, presenta una pianta a croce commissa, con tre navate, transetto e abside. Gli elementi architettonici si rifanno in gran parte alla sua forma del dopoguerra; sono invece frutto dell'adeguamento architettonico condotto negli anni 2000 ad opera dell'architetto Giancarlo Marzorati le volte a botte di legno della navata centrale e del transetto e la sistemazione del presbiterio.
Tra le decorazioni sono presenti due cicli di 18 dipinti sui due lati del transetto, Gesù, il Cristo e Via Crucis, realizzate da Marco Carnà su invito del parroco don Felice Radice. All'interno della chiesa si trovano inoltre le vetrate delle tre finestre della facciata d'ingresso che rappresentano il Salvatore, la Speranza e la Vergine Maria, quelle del portone e delle finsetre del transetto che raffigurano angeli), gli arazzi di patchwork che coprono le pareti delle navate laterali, le statue di terracotta della Madonna col Bambino e San Giuseppe di Antonio da Nova e la grande icona del Crocifisso trionfante dell'iconografo romeno Irineu Toader che sovrasta il presbiterio. Il 14 febbraio 2024, mercoledì delle Ceneri, sono state benedette le 14 stazioni della Via Crucis in bronzo affisse ai pilastri della chiesa, opera dello scultore trentino Enrico Moroder Doss.
Nel seminterrato sottostante il transetto della chiesa si trova il salone "sottochiesa", decorato con i disegni preparatori delle vetrate di Marco Carnà. Tali vetrate vennero realizzate dal laboratorio di Tito Toneguzzo di Morsano al Tagliamento.